# Onthophagus trinominatus
Onthophagus trinominatus är en skalbaggsart som beskrevs av Goidanich 1926. Onthophagus trinominatus ingår i släktet Onthophagus och familjen bladhorningar. Inga underarter finns listade i Catalogue of Life.